# Steve Sholes
Steve Sholes, egentligen Stephen Henry Sholes, född 12 februari 1911, död 22 april 1968, var en amerikansk musikproducent.
Sholes far arbetade åt RCA Victor. Steve Sholes började sin karriär som 18-årig springpojke på RCA Records. Efter ett tag hamnade han på den musikaliska avdelningen och förflyttades i sinom tid till Nashville, Tennessee. 1955 gjorde han sin karriärs och troligen sitt livs viktigaste affär, då han rekryterade Elvis Presley till RCA. 1955 skrev Sholes kontrakt med Elvis Presley och RCA betalade 35.000 dollar för detta till Sun Records. Han producerade ett stort antal listettor för Presley samt ett stort antal album, från Elvis Presley 1956 fram till och med albumet Pot Luck With Elvis släppt 1962.
Sholes övertygade RCA att bygga en studio i Nashville i slutet av 1950-talet.
År 1968 avled Sholes av en hjärtinfarkt.